# Tailin de San Miguel
Tailin de San Miguel es una localidad peruana ubicada en el distrito de Santo Domingo, perteneciente a la provincia de Morropón del departamento de Piura, al norte del Perú. 

## Ubicación
Tailin de San Miguel se ubica al norte de la provincia de Morropón, en el distrito de Santo Domingo, en el departamento de Piura.

## Demografía
En 2017 Tailin de San Miguel tenía una población de 52 habitantes.
| Gráfica de evolución demográfica de Tailin de San Miguel entre 1993 y 2017 |
|                                                                            |
| Fuentes: Población 1993 y 2017                                             |